# Carl Ulff
Carl Edward Ulff, född den 16 maj 1856 i Hedemora socken, Kopparbergs län, död den 28 april 1942 i Stockholm, var en svensk militär. Han var brorson till Gustaf Ulff, bror till Louise Ulff, svåger till Gurli Ulff och far till Sven Ulff.

## Biografi
Ulf blev underlöjtnant vid flottan 1877 och löjtnant där 1882. Efter att ha deltagit i Vanadis världsomsegling blev han kapten 1889, kommendörkapten av andra graden 1899 och av första graden 1902. Ulff var chef för skeppsgossekåren 1902–1904. Han blev kommendör i flottans reserv 1914. Ulff invaldes som ledamot av Örlogsmannasällskapet 1902. Han blev riddare av Svärdsorden 1897. Ulff vilar på Galärvarvskyrkogården i Stockholm.